# Дом юмора и сатиры
Дом юмора и сатиры (болг. Дом на Хумора и Сатирата) находится в Габрово, Болгария.
Являет собой экспозицию традиционного местного юмористического искусства, включая различные плакаты, фотографии, картины, скульптуры и записи словесного юмора. Дом сочетает в себе черты музея и художественной галереи. Город Габрово известен также как международная столица юмора и сатиры. Его девиз ― «мир существует потому, что он смеется».

## Экспозиция и проводимые мероприятия
Дом юмора и сатиры является культурным центром Габрово. В нём проводятся постоянные и временные выставки юмористических и сатирических произведений искусства Болгарии и мира. Руководство Дома также занимается издательской деятельностью и проводит конкурсы и фестивали юмора.

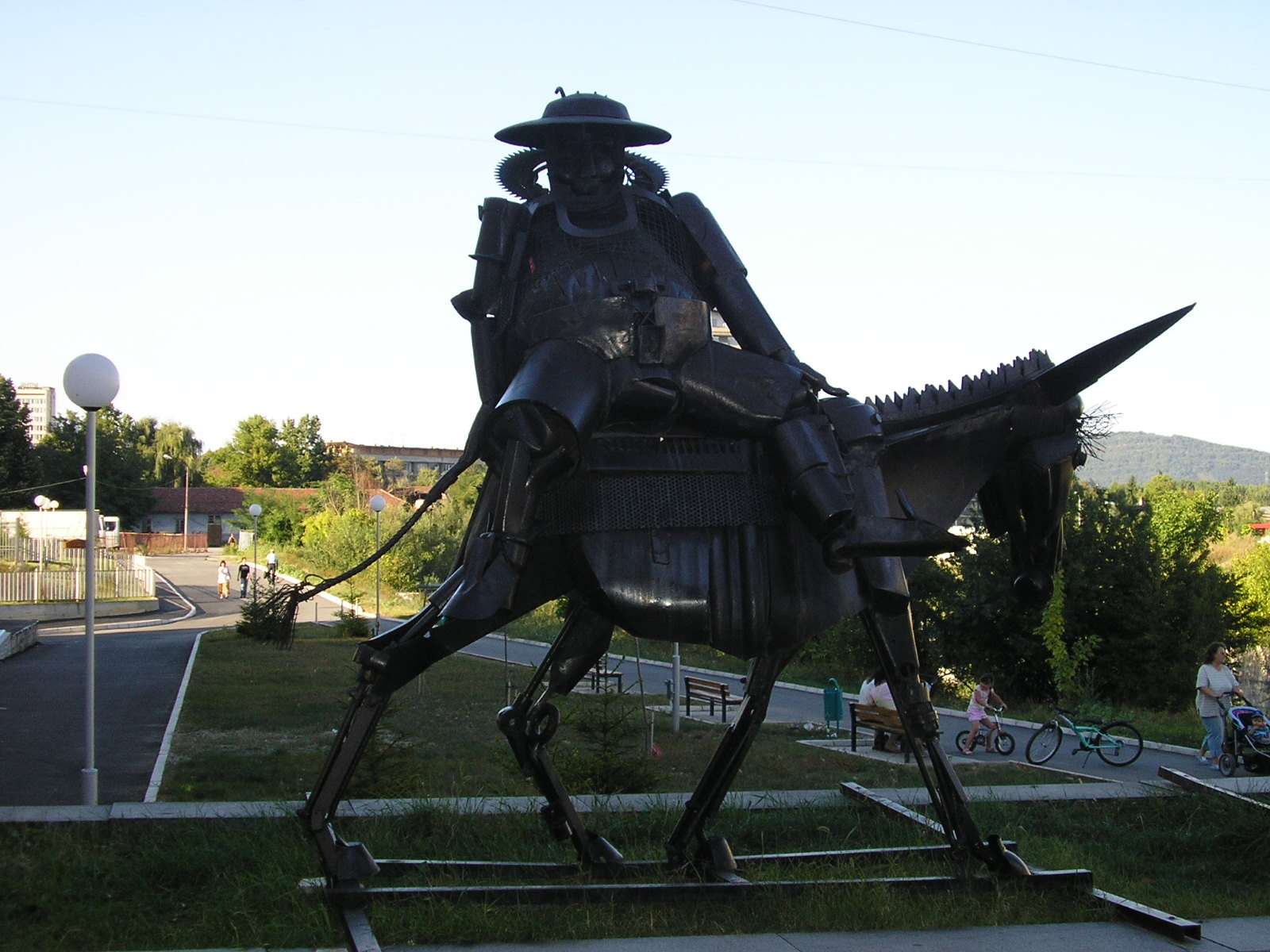

Следующие мероприятия проводятся в Доме юмора и сатиры:
- Международная ассамблея юмора и сатиры в искусстве (IBHSA)
- Благолаж, национальная ассамблея рассказчиков и юмористов
- Карнавал юмора и сатиры
- Мировая выставка изобразительных искусств и конкурс художников

Экспозиция под названием Юмор народов включает в себя более 51 620 произведений искусства более 9000 авторов из 173 стран мира: среди них около 22 000 карикатур, более 3000 сатирических график, более 1000 рисунков, около 1000 скульптур, около 9500 фотографий, более 200 плакатов, более 300 карнавальных масок и костюмов. Другая часть музейной коллекции представляет собой специализированную библиотеку, в которой содержится 25 000 наименований и 1000 томов периодических изданий на 35 языках. Большая часть этих произведений искусства была получена за счет пожертвований.
Такое изобилие даёт возможность постоянного обновления экспозиций и установки актуальных выставок различных авторов и тем. На протяжении более 35 лет существования, ДЮС организовал более 500 тематических, групповых, индивидуальных и передвижных выставок в Европе, Африке, Северной Америке и Ближнем Востоке.
ДЮС ― это уникальный культурный институт юмора и сатирического искусства, который имеет международную славу. Он был создан на месте старого кожевенного завода 1 апреля 1972 года. Главным архитектором комплекса был Карл Кандулков.